# Werner Dies
Werner Dies (* 15. Januar 1928 in Frankfurt am Main; † 5. Februar 2003) war ein Jazz-Tenorsaxophonist, Klarinettist und Gitarrist des traditionellen  und des Modern Jazz, der auch als Schlagerkomponist und Arrangeur tätig war.

## Leben und Wirken
Dies lernte 1945 als Autodidakt Gitarre, 1946 Tenorsaxophon und spielte in US-amerikanischen Clubs. Ab 1947 studierte er Klarinette und Komposition und war von 1947 bis 1955 als Gitarrist im „Tanz- und Unterhaltungsorchester“ Willy Berking engagiert; daneben spielte er in der Hotclub Combo und als Klarinettist bei den Two Beat Stompers und mit eigenen Ensemble, mit dem er 1955 auf eine Jugoslawien-Tournee ging. Von 1955 bis 1965 gehörte er dem Sextett von Hazy Osterwald (u. a. Deutsches Jazzfestival Frankfurt 1958) an, arbeitete danach als Studiomusiker und Arrangeur, spielte mit eigener Band in Köln und tourte mit Joe Turner. 1968 war er Mitglied im Charly Antolini Orchestra.
Dies hatte 1954 mit „Schuster bleib bei deinen Leisten“, der deutschen Version des US-Schlagers The Little Shoemaker, einen Schlagerhit. Er verfasste auch eine „Anleitung zur Improvisation für Klarinette“, die 1967 in der Reihe Jazz-Studio bei Schott in Mainz erschien. Später arbeitete er für Howard Carpendale, Adam & Eve, Graham Bonney sowie andere Schlagersänger, produzierte mit seiner Werner Dies Sax Band Easy-Listening-Musik (LP „Happy Sax Dancing“) und legte auch eine Platte mit „kölschen Kinderliedern“ vor. Er war seit 1973 Produzent der Kölner Mundart-Gruppe Bläck Fööss, erstmals bei deren erstem Hit Mer losse d’r Dom en Kölle.

## Diskographische Hinweise
- Charley Antolini: Soul Beat (ATM, 1968)
- Joe Turner: The Giant of Stride Piano in Switzerland (Jazz Connaisseur)
- Two Beat Stompers: Deutsches Jazz-Festival 1955/56 (Bear Family Records)